# Der zweite Schlaf
Der zweite Schlaf (Originaltitel: The Second Sleep) ist ein 2019 erschienener Roman des britischen Autors Robert Harris. Der Autor entwirft das Bild eines postapokalyptischen Englands der fernen Zukunft, das sich nach einer unbekannten Katastrophe, oder mehrerer, zu einem dem Hochmittelalter ähnlichen Land zurückentwickelt hat. Relikte des Industriezeitalters wie allgegenwärtige Stahlbetonruinen, Kunststoffmüll oder Mobiltelefone erinnern die Menschen an die Möglichkeiten vergangener Tage. Aber der sich anbahnende Fortschritt in Richtung der Verhältnisse des 18. oder 19. Jahrhunderts wird von der anglikanischen Kirche unterdrückt. 

## Handlung
Der junge Priester Christopher Fairfax wird vom Bischof von Exeter nach Addicott St George geschickt. Er soll die Beerdigung des letzten Priesters übernehmen, doch er entdeckt in dessen Arbeitszimmer zahlreiche ketzerische Schriften.
Die beschriebene Zeit ähnelt dem Mittelalter, allerdings wissen die Menschen, dass vor einigen hundert Jahren die vorherige Zivilisation in der Apokalypse ausgelöscht wurde. Unter den Büchern des Vorgängers findet er auch ein Schriftstück, das einen Peter Morgenstern als Autor ausweist, der vor der drohenden Katastrophe gewarnt hatte.
Aufgrund eines Erdrutsches kann Fairfax vorerst nicht in die Stadt zurückkehren. Daraufhin begibt er sich nach Durston Court Lodge, das in den alten Dokumenten als Wohnort der Tochter Morgensterns ausgewiesen ist. Hier trifft er Sarah Durston, deren Mann zeitlebens nach einem Schatz in der Nähe gegraben und dabei verbotene Artefakte geborgen hatte.
Danach lernt er einen lokalen Unternehmer, den außer Dienst gestellten Hauptmann John Hancock kennen. Zusammen mit Durston begeistert er ihn von der Idee einer Grabung. Es gelingt der Gruppe, den ketzerischen Schriftsteller Nicholas Shadwell zu befreien, der sie bei der Grabung wissenschaftlich unterstützen soll. Hancock bietet seinen Arbeitern den doppelten Lohn, um die Grabung zu beginnen.
In der Nacht flieht der Mitarbeiter von Shadwell mit dessen ketzerischen Schriften. Bei der Grabung stirbt ein Arbeiter, woraufhin seine Kameraden ihn ins Dorf tragen und nicht wiederkommen. Dennoch gräbt die Gruppe weiter und Hancock sprengt schließlich ein Loch in eine freigelegte Bunkerdecke. Als sie in das Loch geklettert sind, treffen Sheriffs mit dem Bischof ein.
Während der Konfrontation bricht eine Schlammlawine durch die Öffnung und verschüttet alle bis auf Fairfax und Durston, die sich in einen Nachbarraum retten können. Fairfax findet eine Kiste mit Gebeinen und darum angeordnet Artefakte, die wohl die letzte Ruhestätte von Morgenstern ist. Am Ende des Raumes sieht er eine weitere Tür, die er am nächsten Morgen öffnen will.

## Form
Das Buch ist aus der Perspektive eines Er-Erzählers erzählt, der nur das Wissen der Hauptperson hat. Das Buch erzählt als Dystopie eine Alternativweltgeschichte zu unserer tatsächlich erlebten Geschichte.

## Hintergrund
Der Schlaf in zwei Phasen, genannt biphasischer Schlaf, war nach der Forschung Roger Ekirchs die wesentliche Schlafform im Mittelalter. Dieser Schlafrhythmus endete mit der Verbreitung elektrischen Lichts. Eine Sonderform ist die heute noch praktizierte Siesta.

## Rezeption
Bernd Graff sieht das Buch in einer Reihe mit Umberto Ecos Der Name der Rose sowie Goyas Der Schlaf der Vernunft gebiert Ungeheuer. Die Zeit sieht einen „atemberaubenden, geschickt konstruierten und klugen Roman“. Weitere Pressestimmen loben das Buch.

## Deutsche Ausgaben
- Robert Harris: Der zweite Schlaf. Übersetzt von Wolfgang Müller, Hardcover, Heyne Verlag, München 2019, 414 Seiten, ISBN 978-3-453-27208-8.
- Robert Harris: Der zweite Schlaf. Übersetzt von Wolfgang Müller, Taschenbuch, Heyne Verlag, München 2021, 431 Seiten, ISBN 978-3-453-42478-4.

## Deutsche Hörspielfassung
- 2020: Der zweite Schlaf (12-teilige Fassung) – Bearbeitung (Wort): Heinz Sommer; Regie: Leonhard Koppelmann (Hörspielbearbeitung – HR/Der Hörverlag)
  - Sprecher u. a.: Max Mauff (Christopher Fairfax), Steffi Kühnert (Mrs. Agnes Budd), Felix von Manteuffel (Thomas Lacy), Bernhard Schütz (Richard Pole), Sascha Nathan (Clifford Perry), Anna Thalbach (Lady Sarah Durston), Martin Brambach (Captain John Hancock), Mechthild Großmann (Dr. Nicholas Shadwell), Fritzi Haberlandt (Oliver Quyke) und Judith Engel (Prof. Paula Morgenstern)
  - Auszeichnung: Kurd-Laßwitz-Preis 2021
  - Veröffentlichung: CD-Edition: Der Hörverlag 2021

Im Februar 2021 sendete hr2-kultur eine dreiteilige Fassung dieses Hörspiels.